# Rovertkapel
De Rovertkapel is een kapel nabij de Belgische plaats Hulsel, ten noordoosten van Poppel en vlak bij de Belgisch-Nederlandse grens.
Hier, nabij Grenspaal 209, stroomt ook de Rovertse Leij Nederland binnen.
Vanaf 1643 tot iets na 1672 bevond zich op de plaats van de kapel een grenskerk voor de bewoners van Hilvarenbeek.

## De legende
Het verhaal gaat dat op 13 oktober 1735 een diefstal plaatsvond in de Valentinuskerk te Poppel, waarbij de gewijde hosties en relikwieën werden ontvreemd. De bevolking wilde dit alles terug en verdeelde zich in groepen die de omgeving afspeurden. Uiteindelijk constateerde men dat, op de plaats van de voormalige grenskerk, in de grond was gewoeld. Toen men hier ging graven vond men de hosties, onbeschadigd, terug.
Een variant op deze legende maakt gewag van een herder die met zijn schaapskudde op deze plaats langstrok, waarop de schapen halt hielden en godvruchtig knielden.

## De kapel
In ieder geval werd van 1736-1738 een kapel opgericht. Het is een witgekalkt vierkant gebouwtje met afgeplatte hoeken en een barok aandoend koepeltje. In de kapel bevindt zich een schilderij van Zuster Augustina da Porta, voorstellende het voorval met de schaapskudde.
De kapel is tegenwoordig een rustpunt en een knooppunt van diverse wandel- en fietsroutes.

## Toponymie
De naam Rovert heeft niets van doen met de onverlaten die de hosties gestolen hebben, maar is een samentrekking van rode, dat gerooide plek in het bos betekent, en voorde, dat doorwaadbare plaats in een beek betekent.